# Monastyryska
Monastyryska (ukrainsk: Монастириська; polsk: Monasterzyska) er en by i Tjortkiv raion, Ternopil oblast, Ukraine. I 2001 havde den 6.344 indbyggere. Byen ligger ved floden Koropets der danner en bred sø her. Den ligger 15 km fra Butjatj, 140 km sydøst fra Lviv, på vejen mellem Ternopil eller Berezjany og Ivano-Frankivsk. Byen er hjemsted for for administrationen af Monastyryska urban hromada, en af Ukraines hromadaer.
Byen har 5.492 (2021) indbyggere.
Byens tidligere navn var Monastyryshche (Монастирище), hvilket gav anledning til det jiddiske navn Monastrishtsh.
Før krigen i 1939 havde byen 1741 romersk-katolske (polakker), 408 græsk-katolske (ukrainere) og 1.310 jøder. Den lokale romersk-katolske kirke har eksisteret siden 1702.
Siden 1991 har den tilhørt det uafhængige Ukraine.

## Galleri
- Helligkorskirken
- Tidligere tobaksfabrik
- Ukrainsk præsts grav Monastyryska
- Grundskole i juni 2017